# AAA-Saison 1909
Die AAA-Saison 1909 war die erste offizielle Saison der nationalen Automobilmeisterschaft in den Vereinigten Staaten. Sie bestand aus 24 Rennen, die zwischen dem 12. Juni und dem 6. November ausgetragen wurden. 1909 war das erste Jahr, in dem die AAA mit der Unterstützung des Herstellerverbandes „Motor Contest Association“ (MCA) eine Saison ausrichtete. Die Saison bestand aus einzelnen Rennen, ohne dass ein Meistertitel vergeben wurde.

## Rennergebnisse
Die Rennen auf dem Merrimack Valley Course in Lowell (Massachusetts) wurden vom Automobile Club of America veranstaltet. Die Rennen in Riverhead (New York) fanden gleichzeitig statt.
| Nr. | Datum         | Veranstaltung (Rennstrecke)                                     | Fahrzeugklasse                          | Meilen  | Sieger                    | Fahrzeug         |
| --- | ------------- | --------------------------------------------------------------- | --------------------------------------- | ------- | ------------------------- | ---------------- |
| 01  | 12. Juni      | Portland Race 1 (Portland Road Race Circuit) (T)                | Stock class bis 1.600 $                 | 43,8    | Howard Covey              | Cadillac 30      |
| 02  | 12. Juni      | Portland Race 2 (Portland Road Race Circuit) (T)                | Stock class bis 3.000 $                 | 43,8    | Charlie Arnold            | Pope-Hartford    |
| 03  | 12. Juni      | Wemme Cup Race (Portland Road Race Circuit) (T)                 | Frei-für-alle-Klasse                    | 102,2   | Bert Dingley              | Chalmers-Detroit |
| 04  | 18. Juni      | Indiana Trophy Race (Crown Point Road Race Circuit) (T)         | Stock class bis 300 ci                  | 232,7   | Joe Matson                | Chalmers-Detroit |
| 05  | 19. Juni      | Cobe Trophy Race (Crown Point Road Race Circuit) (T)            | Stock class über 300 ci                 | 232,7   | Louis Chevrolet           | Buick            |
| 06  | 05. Juli      | Denver Trophy Race (Brighton Road Race Circuit) (T)             | Serienfahrgestell, Frei-für-alle-Klasse | 290     | Eaton McMillan            | Colburn          |
| 07  | 10. Juli      | Ferris Trophy Race (Santa Monica Road Race Circuit) (T)         | Serienfahrgestell, schwere Fahrzeuge    | 202,008 | Harris Hanshue            | Apperson         |
| 08  | 10. Juli      | Shettler Trophy Race (Santa Monica Road Race Circuit) (T)       | Serienfahrgestell, leichte Fahrzeuge    | 202,008 | Bert Dingley              | Chalmers-Detroit |
| 09  | 19. August    | Prestolite Trophy Race (Indianapolis Motor Speedway) (UO)       | Serienfahrgestell, 301–405 ci           | 250     | Bob Burman                | Buick            |
| 10  | 20. August    | G & J Trophy Race (Indianapolis Motor Speedway) (UO)            | Serienfahrgestell                       | 100     | Lewis Strang              | Buick            |
| 11  | 21. August    | Wheeler-Schebler Trophy Race (Indianapolis Motor Speedway) (UO) | Serienfahrgestell                       | 235     | Leigh Lynch               | Jackson          |
| 12  | 6. September  | Vesper Club Trophy Race (Merrimack Valley Course) (T)           | Serienfahrgestell, 301–450 ci, Klasse 2 | 212     | Bob Burman                | Buick            |
| 13  | 6. September  | Yorick Club Trophy Race (Merrimack Valley Course) (T)           | Serienfahrgestell, 231–300 ci, Klasse 3 | 159     | Louis Chevrolet           | Buick            |
| 14  | 6. September  | Merrimack Valley Trophy Race (Merrimack Valley Course) (T)      | Serienfahrgestell, 161–230 ci, Klasse 4 | 127,2   | Willie Knipper            | Chalmers-Detroit |
| 15  | 8. September  | Lowell Trophy Race (Merrimack Valley Course) (T)                | Serienfahrgestell, 451–600 ci           | 318     | George Robertson          | Simplex          |
| 16  | 29. September | Riverhead (Riverhead Road Race Circuit) (T)                     | Klasse A, 4.001 $ und mehr              | 227,5   | Ralph DePalma             | Fiat             |
| 17  | 29. September | Riverhead (Riverhead Road Race Circuit) (T)                     | Klasse B, 3.001–4.000 $                 | 182     | Frank Lescault            | Palmer-Singer    |
| 18  | 29. September | Riverhead (Riverhead Road Race Circuit) (T)                     | Klasse C, 2.001–3.000 $                 | 136,5   | William Sharp             | Sharp Arrow      |
| 19  | 29. September | Riverhead (Riverhead Road Race Circuit) (T)                     | Klasse D, 1.251–2.000 $                 | 113,75  | Louis Chevrolet           | Buick            |
| 20  | 29. September | Riverhead (Riverhead Road Race Circuit) (T)                     | Klasse E, 851–1.250 $                   | 91      | Arthur See                | Maxwell          |
| 21  | 9. Oktober    | Philadelphia Race (Fairmount Park) (T)                          | Serienfahrgestell                       | 200     | George Robertson          | Simplex 90       |
| 22  | 23. Oktober   | Portola Festival Race (Portola Road Race Course) (T)            | -                                       | 254,16  | Jack Fleming              | Pope-Hartford    |
| 23  | 30. Oktober   | William K. Vanderbilt Cup (Long Island Motor Parkway) (T)       | Serienfahrgestell, 301–600 ci           | 278,08  | Harry Grant               | Alco             |
| 24  | 06. November  | Cactus Derby (Los Angeles nach Phoenix) (SzS)                   | Serienfahrgestell                       | 480     | Joe Nikrent Louis Nikrent | Buick            |

- Erklärung: T: temporärer Straßenkurs, UO: unbefestigtes Oval, SzS: Stadt-zu-Stadt-Rennen

## Rennberichte

### 1. Rennen: Portland Race 1
| Platz | Fahrer       | Fahrzeug            | Zeit    |
| ----- | ------------ | ------------------- | ------- |
| 1     | Howard Covey | Cadillac 30         | 47:08   |
| 2     | Bert Dingley | Chalmers-Detroit 30 | + 2:57  |
| 3     | Harry Cohen  | Auburn              | + 21:52 |

Das erste Straßenkursrennen in Portland, Oregon, Vereinigte Staaten fand am 12. Juni 1909 statt und ging über eine Distanz von 3 Runden à 23,496 km, was einer Gesamtdistanz von 70,489 km entspricht.
Covey führte in allen drei Runden das Feld an. Nach einem anderen Ergebnis hat Covey das Rennen mit 19 Sekunden Vorsprung vor Dingley und P. Gill auf Buik gewonnen.

### 2. Rennen: Portland Race 2
| Platz | Fahrer               | Fahrzeug         | Zeit   |
| ----- | -------------------- | ---------------- | ------ |
| 1     | Charlie Arnold       | Pope-Hartford    | 45:53  |
| 2     | Bert Dingley         | Chalmers-Detroit | + 1:34 |
| 3     | Silas Christofferson | Stoddard-Dayton  | + 1:41 |

Das zweite Straßenkursrennen in Portland, Oregon, Vereinigte Staaten fand ebenfalls am 12. Juni 1909 statt und ging über eine Distanz von 3 Runden à 23,496 km, was einer Gesamtdistanz von 70,489 km entspricht.
Arnold führte in allen drei Runden das Feld an.

### 3. Rennen: Wemme Cup Race
| Platz | Fahrer               | Fahrzeug         | Zeit    |
| ----- | -------------------- | ---------------- | ------- |
| 1     | Bert Dingley         | Chalmers-Detroit | 1:44:18 |
| 2     | Silas Christofferson | Stoddard-Dayton  | + 13    |
| 3     | Murray Page          | Locomobile       | + 6:47  |

Das Wemme Cup Race auf einem Straßenkurs in Portland, Oregon, Vereinigte Staaten fand ebenfalls am 12. Juni 1909 statt und ging über eine Distanz von 7 Runden à 23,496 km, was einer Gesamtdistanz von 164,475 km entspricht.
Dingley führte mit Ausnahme der vorletzten Runde, in der Christofferson führte, das Feld in.

### 4. Rennen: Indiana Trophy Race
| Platz | Fahrer           | Fahrzeug         | Zeit    |
| ----- | ---------------- | ---------------- | ------- |
| 1     | Joe Matson       | Chalmers-Detroit | 4:31:21 |
| 2     | George Robertson | Locomobile       | + 7:42  |
| 3     | Adolph Monsen    | Marion           | + 10:42 |

Das Indiana Trophy Race auf einem Straßenkurs in Crown Point, Indiana, Vereinigte Staaten fand am 18. Juni 1909 statt und ging über eine Distanz von 10 Runden à 37,449 km, was einer Gesamtdistanz von 374,494 km entspricht.
Matson führte in der dritten und ab der fünften Runde das Feld an. Ungefähr 50.000 Zuschauer waren vor Ort.

### 5. Rennen: Cobe Trophy Race
| Platz | Fahrer           | Fahrzeug   | Zeit    |
| ----- | ---------------- | ---------- | ------- |
| 1     | Louis Chevrolet  | Buick      | 8:01:39 |
| 2     | Billy Bourque    | Knox       | + 1:05  |
| 3     | George Robertson | Locomobile | + 12:51 |

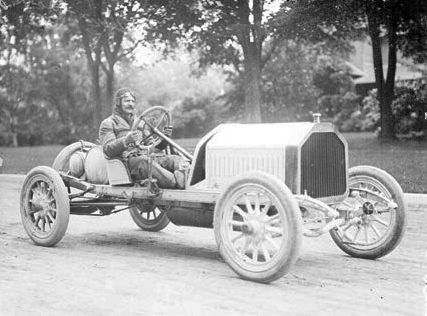
Sieger Chevrolet

Das Cobe Trophy Race auf einem Straßenkurs in Crown Point, Indiana, Vereinigte Staaten fand am 19. Juni 1909 statt und ging über eine Distanz von 17 Runden à 37,449 km, was einer Gesamtdistanz von 636,640 km entspricht.
In neun Runden lag Chevrolet in Führung.

### 6. Rennen: Denver Trophy Race
| Platz | Fahrer         | Fahrzeug         | Zeit    |
| ----- | -------------- | ---------------- | ------- |
| 1     | Eaton McMillan | Colburn          | 7:26:24 |
| 2     | Harold Brinker | Knox             | + 2:38  |
| 3     | Willie Knipper | Chalmers-Detroit | + 12:24 |

Das Denver Trophy Race auf einem Straßenkurs in Denver, Colorado, Vereinigte Staaten fand am 5. Juli 1909 statt und ging über eine Distanz von 20 Runden à 23,335 km, was einer Gesamtdistanz von 466,710 km entspricht.
McMillan überholte Brinker in der letzten Runde. Knipper lag insgesamt 13 Runden in Führung.

### 7. Rennen: Ferris Trophy Race
| Platz | Fahrer         | Fahrzeug | Zeit    |
| ----- | -------------- | -------- | ------- |
| 1     | Harris Hanshue | Apperson | 3:08:03 |
| 2     | Bruno Seibel   | Chadwick | + 7:27  |
| 3     | Frank Free     | Stearns  | + 11:49 |

Das Ferris Trophy Race auf einem Straßenkurs in Santa Monica, Kalifornien, Vereinigte Staaten fand am 10. Juli 1909 statt und ging über eine Distanz von 24 Runden à 13,546 km, was einer Gesamtdistanz von 325,100 km entspricht.
Alle Starter waren Autohändler aus der Region. Zwei Fahrzeuge starteten ab 8 Uhr jeweils im Minutentakt. Zehn der 15 Starter kamen ins Ziel. Hanshue ging in der zehnten Runde in Führung und behielt den Platz bis ins Ziel.

### 8. Rennen: Shettler Trophy Race
| Platz | Fahrer        | Fahrzeug         | Zeit    |
| ----- | ------------- | ---------------- | ------- |
| 1     | Bert Dingley  | Chalmers-Detroit | 3:08:40 |
| 2     | Frank Siefert | Stoddard-Dayton  | + 4:09  |
| 3     | Joe Nikrent   | Buick            | + 10:50 |

Das Shettler Trophy Race auf einem Straßenkurs in Santa Monica, Kalifornien, Vereinigte Staaten fand am 10. Juli 1909 statt und ging über eine Distanz von 24 Runden à 13,546 km, was einer Gesamtdistanz von 325,100 km entspricht.
Alle Starter waren Autohändler aus der Region. Zwei Fahrzeuge starteten ab 12:30 jeweils im Minutentakt. Sechs der neun Starter kamen ins Ziel. Siefert führte in den ersten 17 Runden und Dingley die letzten sieben.

### 9. Rennen: Prestolite Trophy Race
| Platz | Fahrer       | Fahrzeug        | Zeit      |
| ----- | ------------ | --------------- | --------- |
| 1     | Bob Burman   | Buick           | 4:38:57,4 |
| 2     | Jap Clemens  | Stoddard-Dayton | + 7:04,4  |
| 3     | Charles Merz | National        | + 18:09,7 |

Das Prestolite Trophy Race auf dem Indianapolis Motor Speedway in Speedway, Indiana, Vereinigte Staaten fand am 19. August 1909 statt und ging über eine Distanz von 100 Runden à 4,023 km, was einer Gesamtdistanz von 402,336 km entspricht.
Bob Burman führte in 79 Runden das Feld an. Billy Bourque und sein Beifahrer Harry Holcomb starben bei einem Unfall in Runde 58.

### 10. Rennen: G & J Trophy Race
| Platz | Fahrer        | Fahrzeug | Zeit       |
| ----- | ------------- | -------- | ---------- |
| 1     | Lewis Strang  | Buick    | 1:32:47,08 |
| 2     | George DeWitt | Buick    | + 8:45,22  |
| 3     | Ray Harroun   | Marmon   | + 9:50,52  |

Das G & J Trophy Race auf dem Indianapolis Motor Speedway in Speedway, Indiana, Vereinigte Staaten fand am 20. August 1909 statt und ging über eine Distanz von 40 Runden à 4,023 km, was einer Gesamtdistanz von 160,934 km entspricht.

### 11. Rennen: Wheeler-Schebler Trophy Race
| Platz | Fahrer        | Fahrzeug | Zeit        |
| ----- | ------------- | -------- | ----------- |
| 1     | Leigh Lynch   | Jackson  | 4:13:51,4   |
| 2     | Ralph DePalma | Fiat     | + 1 Runde   |
| 3     | Bruce Keen    | Marmon   | + 14 Runden |

Das Wheeler-Schebler Trophy Race auf dem Indianapolis Motor Speedway in Speedway, Indiana, Vereinigte Staaten fand am 21. August 1909 statt und ging über eine Distanz von 94 Runden à 4,023 km, was einer Gesamtdistanz von 378,196 km entspricht.
Geplant war ein Rennen über 120 Runden. Das Rennen wurde abgebrochen, weil die Strecke zu beschädigt war. Bei einem Unfall von Charles Merz in Runde 70 starben sein Beifahrer und zwei Zuschauer.

### 12. Rennen: Vesper Club Trophy Race
| Platz | Fahrer          | Fahrzeug         | Zeit    |
| ----- | --------------- | ---------------- | ------- |
| 1     | Bob Burman      | Buick            | 3:49:08 |
| 2     | Ernest Stoecker | Benz             | + 13:47 |
| 3     | Bert Dingley    | Chalmers-Detroit | + 15:11 |

Das Vesper Club Trophy Race auf einem Straßenkurs in Lowell, Massachusetts, Vereinigte Staaten fand am 6. September 1909 statt und ging über eine Distanz von 20 Runden à 17,059 km, was einer Gesamtdistanz von 341,181 km entspricht.
Lee Lorimer übernahm in der zweiten Runden die Führung von Bob Burman. Er schied in Runde 17 nach einem Unfall aus und hatte bis dahin alle Runden geführt.

### 13. Rennen: Yorick Club Trophy Race
| Platz | Fahrer          | Fahrzeug | Zeit    |
| ----- | --------------- | -------- | ------- |
| 1     | Louis Chevrolet | Buick    | 2:56:17 |
| 2     | Ray Harroun     | Buick    | + 19:34 |
| 3     | Tom Pepperday   | Mercedes | DNF     |

Das Yorick Club Trophy Race auf einem Straßenkurs in Lowell, Massachusetts, Vereinigte Staaten fand am 6. September 1909 statt und ging über eine Distanz von 15 Runden à 17,059 km, was einer Gesamtdistanz von 255,886 km entspricht.
Chevrolet führte in allen Runden.

### 14. Rennen: Merrimack Valley Trophy Race
| Platz | Fahrer          | Fahrzeug         | Zeit    |
| ----- | --------------- | ---------------- | ------- |
| 1     | Willie Knipper  | Chalmers-Detroit | 2:28:43 |
| 2     | Arthur See      | Maxwell          | + 11:28 |
| 3     | Thomas Costello | Maxwell          | + 15:18 |

Das Merrimack Valley Trophy Race auf einem Straßenkurs in Lowell, Massachusetts, Vereinigte Staaten fand am 6. September 1909 statt und ging über eine Distanz von 12 Runden à 17,059 km, was einer Gesamtdistanz von 204,709 km entspricht.

### 15. Rennen: Lowell Trophy Race
| Platz | Fahrer           | Fahrzeug | Zeit      |
| ----- | ---------------- | -------- | --------- |
| 1     | George Robertson | Simplex  | 5:52:01,4 |
| 2     | Al Poole         | Isotta   | + 21:36   |
| 3     | Edward Parker    | Fiat     | + 30:20   |

Das Lowell Trophy Race auf einem Straßenkurs in Lowell, Massachusetts, Vereinigte Staaten fand am 8. September 1909 statt und ging über eine Distanz von 30 Runden à 17,059 km, was einer Gesamtdistanz von 511,771 km entspricht.

### 16. Rennen: Riverhead Class A
| Platz | Fahrer        | Fahrzeug | Zeit       |
| ----- | ------------- | -------- | ---------- |
| 1     | Ralph DePalma | Fiat     | 3:38:35,6  |
| 2     | Charles Lund  | Rainier  | + 2 Runden |
| 3     | Louis Disbrow | Rainier  | + 3 Runden |

Das Riverhead-Rennen der Klasse A auf einem Straßenkurs in Riverhead, New York, Vereinigte Staaten fand am 29. September 1909 statt und ging über eine Distanz von 10 Runden à 36,613 km, was einer Gesamtdistanz von 366,126 km entspricht.

### 17. Rennen: Riverhead Class B
| Platz                  | Fahrer         | Fahrzeug      | Zeit             |
| ---------------------- | -------------- | ------------- | ---------------- |
| 1                      | Frank Lescault | Palmer-Singer | 2:59:03          |
| 2                      | Hughie Hughes  | American      | + 2 Runden (DNF) |
| keine weiteren Starter |                |               |                  |

Das Riverhead-Rennen der Klasse B auf einem Straßenkurs in Riverhead, New York, Vereinigte Staaten fand am 29. September 1909 statt und ging über eine Distanz von 8 Runden à 36,613 km, was einer Gesamtdistanz von 292,901 km entspricht.
Lescault führte in allen Runden. William Murphy startete das Rennen nicht.

### 18. Rennen: Riverhead Class C
| Platz                  | Fahrer        | Fahrzeug    | Zeit    |
| ---------------------- | ------------- | ----------- | ------- |
| 1                      | William Sharp | Sharp Arrow | 2:09:02 |
| keine weiteren Starter |               |             |         |

Das Riverhead-Rennen der Klasse C auf einem Straßenkurs in Riverhead, New York, Vereinigte Staaten fand am 29. September 1909 statt und ging über eine Distanz von 8 Runden à 36,613 km, was einer Gesamtdistanz von 292,901 km entspricht.
Elmer Gerald auf Atlas startete das Rennen nicht.

### 19. Rennen: Riverhead Class D
| Platz | Fahrer          | Fahrzeug         | Zeit      |
| ----- | --------------- | ---------------- | --------- |
| 1     | Louis Chevrolet | Buick            | 1:37:36,2 |
| 2     | Bob Burman      | Buick            | + 8:25,8  |
| 3     | Harman Droge    | Chalmers-Detroit | + 1 Runde |

Das Riverhead-Rennen der Klasse D auf einem Straßenkurs in Riverhead, New York, Vereinigte Staaten fand am 29. September 1909 statt und ging über eine Distanz von 5 Runden à 36,613 km, was einer Gesamtdistanz von 183,063 km entspricht.
Mit Ausnahme der dritten Runde, in der Burman führte, lag Chevrolet in allen anderen Runden in Führung.

### 20. Rennen: Riverhead Class E
| Platz | Fahrer          | Fahrzeug | Zeit    |
| ----- | --------------- | -------- | ------- |
| 1     | Arthur See      | Maxwell  | 1:41:22 |
| 2     | Thomas Costello | Maxwell  | + 2:51  |
| 3     | Jack Finch      | Buick    | + 34:01 |

Das Riverhead-Rennen der Klasse E auf einem Straßenkurs in Riverhead, New York, Vereinigte Staaten fand am 29. September 1909 statt und ging über eine Distanz von 4 Runden à 36,613 km, was einer Gesamtdistanz von 146,450 km entspricht.
See führte in allen vier Runden.

### 21. Rennen: Philadelphia Race
| Platz | Fahrer           | Fahrzeug         | Zeit      |
| ----- | ---------------- | ---------------- | --------- |
| 1     | George Robertson | Simplex          | 3:38:58,8 |
| 2     | Bert Dingley     | Chalmers-Detroit | + 5:21,2  |
| 3     | Hugh Harding     | Apperson         | + 13:18,9 |

Das Philadelphia Race im Fairmount Park in Philadelphia, Pennsylvania, Vereinigte Staaten fand am 9. Oktober 1909 statt und ging über eine Distanz von 25 Runden à 12,875 km, was einer Gesamtdistanz von 321,869 km entspricht.
Chevrolet führte in der zweiten und dritten Runde, bevor er in der elften das Rennen mit einem Defekt aufgeben musste. In allen anderen Runden führte Robertson das Feld an.

### 22. Rennen: Portola Festival Race
| Platz | Fahrer         | Fahrzeug      | Zeit    |
| ----- | -------------- | ------------- | ------- |
| 1     | Jack Fleming   | Pope-Hartford | 3:59:18 |
| 2     | Harris Hanshue | Apperson      | + 18:36 |
| 3     | Harry Michener | Lozier        | + 30:39 |

Das Portola Festival Race auf einem Straßenkurs in San Leandro, Kalifornien, Vereinigte Staaten fand am 23. Oktober 1909 statt und ging über eine Distanz von 12 Runden à 34,086 km, was einer Gesamtdistanz von 409,031 km entspricht.
Jack Fleming übernahm in der zweiten Runde den ersten Platz von Hanshue führte danach alle Runden an.

### 23. Rennen: William K. Vanderbilt Cup
| Platz | Fahrer         | Fahrzeug         | Zeit             |
| ----- | -------------- | ---------------- | ---------------- |
| 1     | Harry Grant    | Alco             | 4:25:42          |
| 2     | Edward Parker  | Fiat             | + 5:16,6         |
| 3     | Willie Knipper | Chalmers-Detroit | + 3 Runden (DNF) |

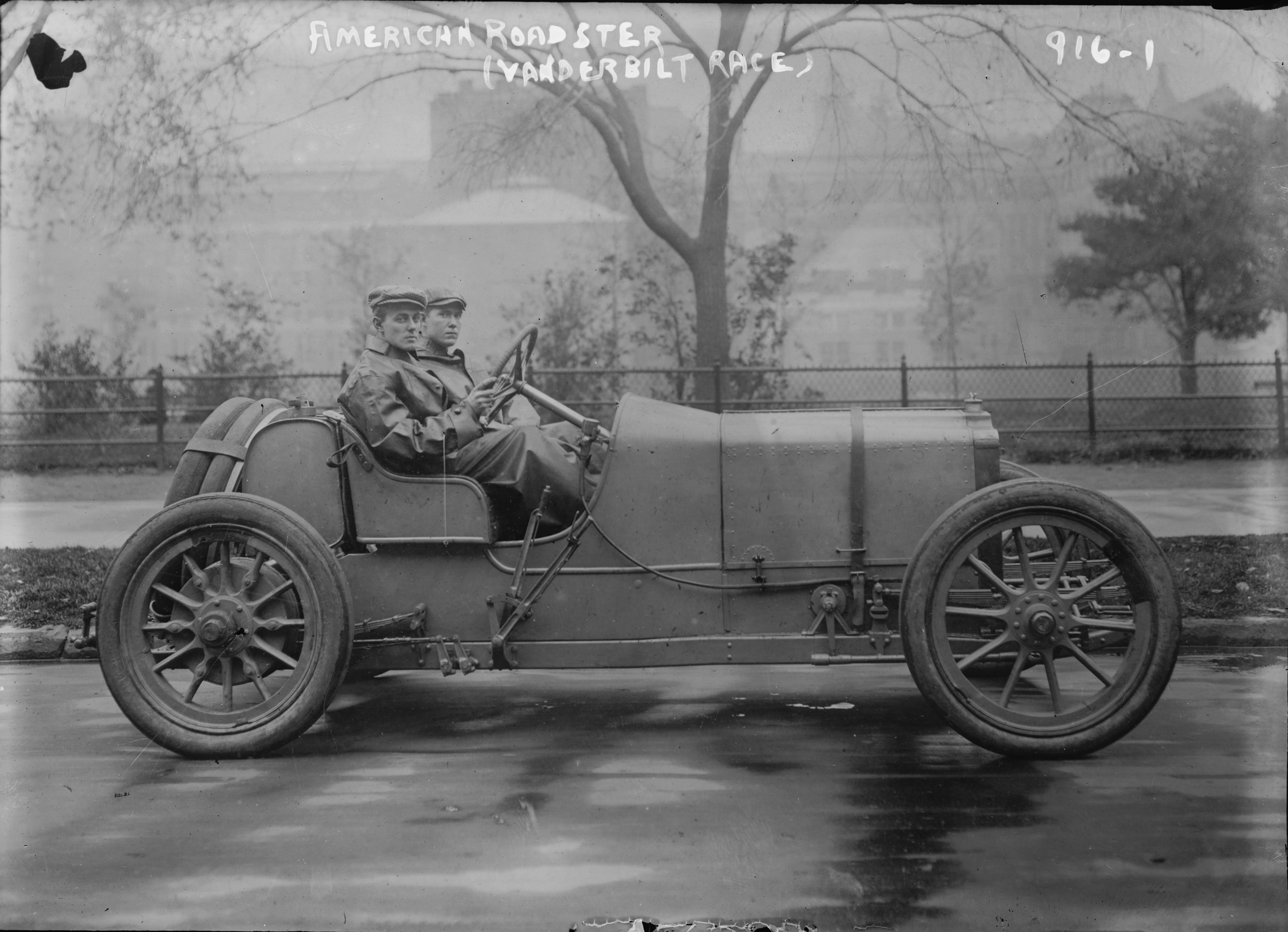
Ein Starter des Rennens

Das William K. Vanderbilt Cup auf dem Long Island Motor Parkway in Long Island, New York, Vereinigte Staaten fand am 30. Oktober 1909 statt und ging über eine Distanz von 22 Runden à 20,342 km, was einer Gesamtdistanz von 447,526 km entspricht.
Louis Chevrolet übernahm in der zweiten Runde die Führung von Spencer Wishart. Chevrolet beendete das Rennen nach vier Runden mit einem gebrochenen Zylinder und Wishart lag wieder in Führung. Willie Knipper lag mit einer Unterbrechung bis zur 19. Runde in Führung. In der zwölften Runde lag Lee Lorimer in Führung und schied anschließen mit einem gebrochenen Zylinder aus. Knipper schied mit Ölproblemen nach 19. Runden aus. Anschließend führte Harry Grant das Rennen bis zum Ziel an.

### 24. Rennen: Cactus Derby
| Platz | Fahrer                                  | Fahrzeug | Zeit      |
| ----- | --------------------------------------- | -------- | --------- |
| 1     | Joe Nikrent ( Louis Nikrent)            | Buick    | 19:13:00  |
| 2     | Max Poismans ( Frederick Cooper Fenner) | Buick    | + 3:23:06 |
| 3     | Harold Stone ( Charles Illingsworth)    | Isotta   | + 4:22:20 |

Das Cactus Derby auf den Straßen von Los Angeles, Kalifornien nach Phoenix, Arizona, Vereinigte Staaten fand am 6. November 1909 statt und ging über eine Distanz von ca. 770 km (480 Meilen).
In Klammer sind die Ersatzfahrer genannt, die die Hauptfahrer während des Rennens ablösten. Nach anderen Quellen gewann Nikrent vor Stone und Bert Latham (Studebaker/E. M. F.) und Poismans schied aus.

## Bester Fahrer
Bert Dingley wurde von der Zeitschrift Motor Age zum besten Fahrer des Jahres gewählt. 1927 wurden für mehrere Saisons rückwirkend Meisterschaften berechnet. Demnach hätte George Robertson den Titel gewonnen.